# Пауэрс (тауншип, Миннесота)
Пауэрс (англ. Powers) — тауншип в округе Касс, Миннесота, США. На 2000 год его население составило 918 человек.

## География
По данным Бюро переписи населения США площадь тауншипа составляет 91,5 км², из которых 74,3 км² занимает суша, а 17,2 км² — вода (18,83 %).

## Демография
По данным переписи населения 2000 года здесь находились 918 человек, 340 домохозяйств и 239 семей.  На территории тауншипа расположено 800 построек со средней плотностью 10,8 построек на один квадратный километр. Расовый состав населения: 98,04 % белых, 0,11 % афроамериканцев, 1,42 % коренных американцев, 0,11 % — других рас США и 0,33 % приходится на две или более других рас.
Из 340 домохозяйств в 24,7 % воспитывались дети до 18 лет, в 58,8 % проживали супружеские пары, в 6,8 % проживали незамужние женщины и в 29,7 % домохозяйств проживали несемейные люди. 24,4 % домохозяйств состояли из одного человека, при том 11,5 % из — одиноких пожилых людей старше 65 лет. Средний размер домохозяйства — 2,41, а семьи — 2,81 человека.
20,3 % населения — младше 18 лет, 4,7 % — в возрасте от 18 до 24 лет, 19,2 % — от 25 до 44, 28,0 % — от 45 до 64, и 27,9 % — старше 65 лет. Средний возраст — 49 лет. На каждые 100 женщин приходилось 93,3 мужчин. На каждые 100 женщин старше 18 приходилось 88,7 мужчин.
Средний годовой доход домохозяйства составлял 40 547 долларов и средний доход семьи был 44 028 долларов. Средний доход мужчин —  28 250  долларов, в то время как у женщин — 21 125. Доход на душу населения составил 16 140 долларов. За чертой бедности находились 6,6 % семей и 13,6 % всего населения тауншипа, из которых 12,1 % младше 18 и 24,9 % старше 65 лет.